# Heptacodium
Genre
Classification APG III (2009)
Heptacodium est un genre de petits arbres originaires de Chine de la famille des Caprifoliacées.
Nom chinois : 七子花属

## Description
Il s'agit de petits arbres ou grands arbustes caducs, aux feuilles opposées.
La floraison débute en fin d'été.
Les inflorescences sont des capitules à sept fleurs, ce qui est à l'origine du nom générique : έπτά (sept) et κώδεια (têtes).
Les fleurs sont blanches, à cinq sépales avec une corolle tubulaire et cinq étamines.

## Liste des espèces
Seules deux espèces, toutes originaires de Chine, sont référencées :
- Heptacodium jasminoides Airy Shaw (1952)[1]
- Heptacodium miconioides Rehder (1916)

## Position taxinomique
Ce genre est classé dans la tribu Linnaeeae de la sous-famille des Caprifolioideae de la famille des Caprifoliacées
L'espèce-type a été collectée en Chine, dans le Yunnan, lors de l'expédition de Ernest Henry Wilson en 1907. Elle a servi à la description du genre par Alfred Rehder en 1916.